# Canuleius libidinosus
Canuleius libidinosus är en insektsart som först beskrevs av Salvador de Toledo Piza Júnior 1943.  Canuleius libidinosus ingår i släktet Canuleius och familjen Heteronemiidae. Inga underarter finns listade.